# إريك براون (محامي)
إريك براون (بالإنجليزية: Eric Brown)‏ هو قاضي ومحامي أمريكي، ولد في 1953 في كليفلاند في الولايات المتحدة.